# 키에타

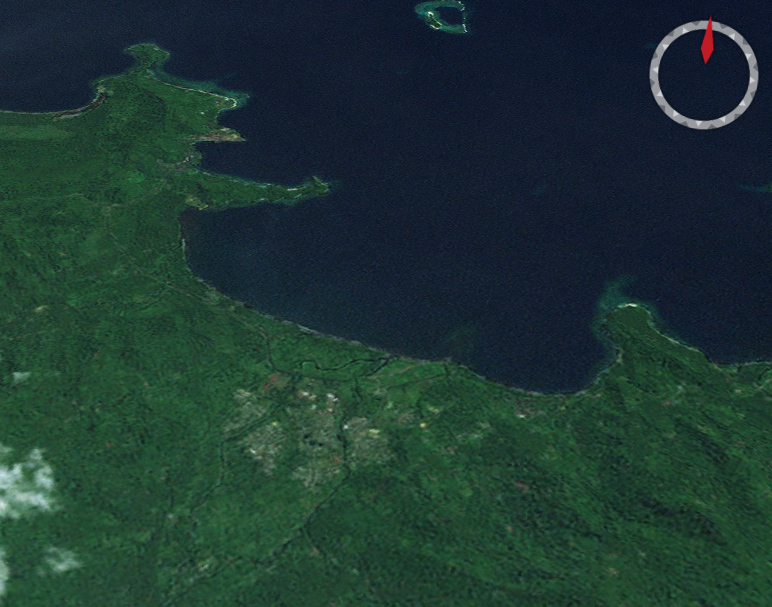

키에타(Kieta)는 파푸아뉴기니 부건빌섬 동부 연안에 위치한 도시로, 아라와와 가까운 도시이다. 1990년 부건빌 위기가 터지면서 크게 파괴되었다.